# Miguel Martinez
Miguel Martinez (nascido em 17 de janeiro de 1976) é um ciclista francês, especialista em cross-country de mountain bike.
Conquistou a medalha de ouro nos Jogos Olímpicos de Verão de 2000 em Sydney, na Austrália, depois de ter terminado em terceiro lugar no evento inaugural nos Jogos Olímpicos de Verão de 1996.